# Cuazulo-Natal
Cuazulo-Natal (KwaZulu-Natal) é uma província da África do Sul, criada em 1994. Tem área de 94 361 quilômetros quadrados e tinha, segundo censo do mesmo ano, 10 267 300 habitantes. Sua capital fica em Pietermaritzburgo.

## História

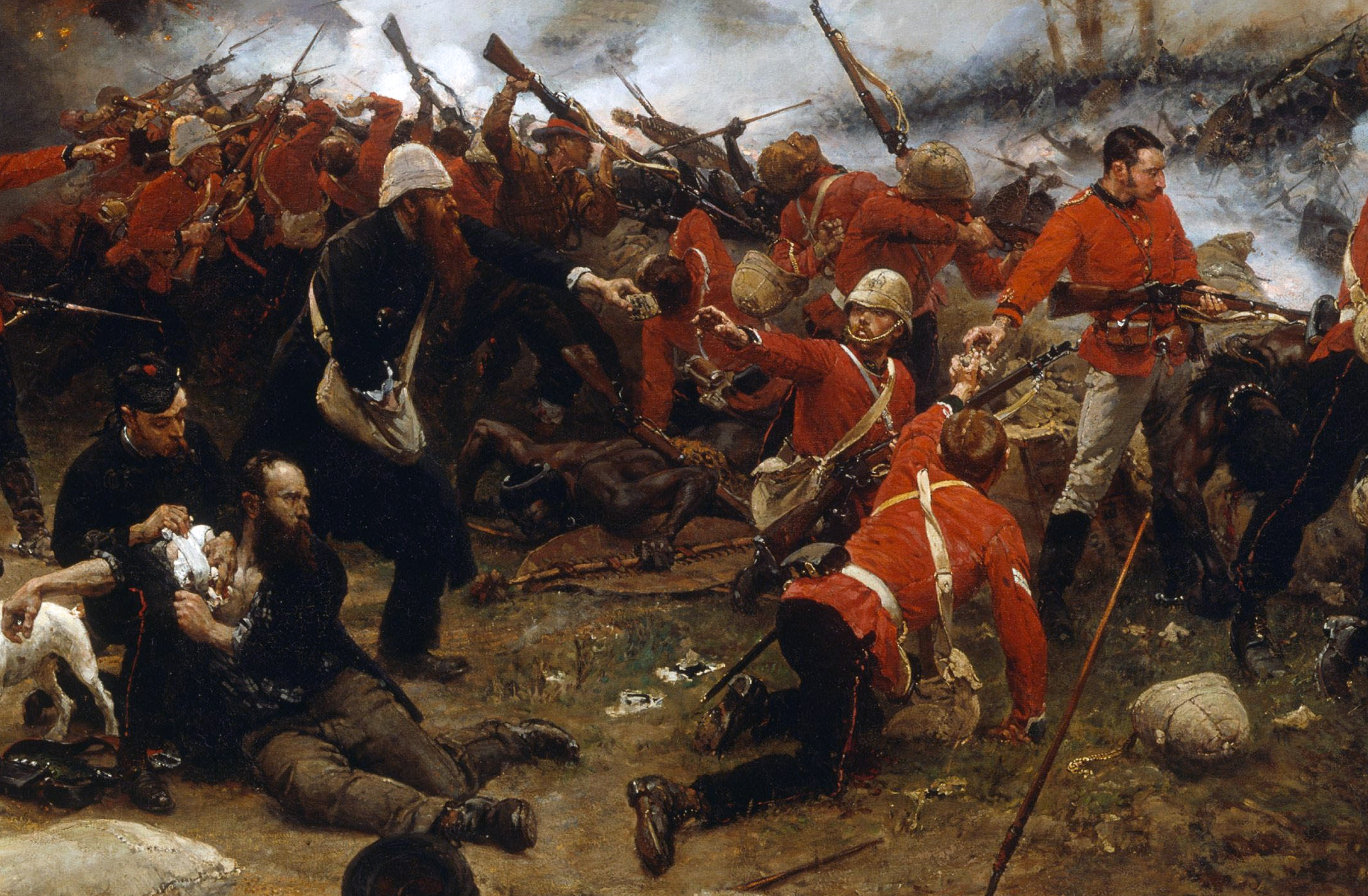
Pormenor de pintura representando a Batalha de Rorke's Drift, durante a Guerra Anglo-Zulu (11 de janeiro – 4 de julho de 1879

No dia de Natal de 1497, o navegador português Vasco da Gama avistou a costa onde hoje se situa a cidade de Durban, batizando a região com o nome de Natal, em português, ou Terra Natalis, em latim.
A partir do século XVI, o interior do Natal foi ocupado pelo ramo angune dos povos de língua banta. No século XIX, os zulus estabeleceram o poderoso Reino Zulu a norte do rio Tugela que, sob a liderança de Shaka (1816-1828), lançaram uma série de campanhas militares devastadoras que provocaram o despovoamento da maior parte da região a sul do rio Tugela.
Em 1824, os britânicos estabeleceram um posto comercial a que chamaram Porto Natal (atual Durban), firmando um tratado com Shaka que lhes cedeu uma faixa de território com 50 milhas (80 km) de costa e uma profundidade de 100 milhas (160 km) no interior.
Entretanto, em outubro de 1937, ao interior que se encontrava despovoado na sequência das razias do zulus, chegaram os Voortrekkers, ou seja, os africânderes ou bóeres que haviam abandonado a Colónia do Cabo, governada pelos britânicos. Após uma tentativa frustrada de acordo entre os africânderes e os zulus, em dezembro de 1838, deu-se a Batalha do Rio Blood que terminou com a vitória dos bôeres sob o comando de Andries Pretorius. Derrotados, os zulus fizeram amplas concessões aos bóeres estabelecendo-se num estado vassalo, a norte do rio Tugela, conhecido como Zululândia.
Os africânderes estabeleceram a República de Natália, com capital em Pietermaritzburgo e fronteira norte no rio Tugela, mas de curta duração, já que foi anexada pelos britânicos em 1843. Em resposta, muitos habitantes africânderes abandonaram o território, partindo para o Transvaal e para o Estado Livre de Orange, sendo substituídos por imigrantes provenientes do Reino Unido.
Em 1856, o Natal foi transformado numa colónia da coroa britânica e dotada do seu próprio conselho legislativo. Por essa altura, foi introduzida uma política destinada a reservar grandes extensões de terra para os povos bantus nativos, que eram bastante mais numerosos do que os brancos da colónia. A partir de 1860, um número crescente de indianos passou a entrar na colónia como trabalhadores contratados nas plantações de cana-de-açúcar.
A colónia do Natal foi alargada por aquisições sucessivas, nomeadamente da Zululândia. Após a vitória britânica na Guerra Anglo-Zulu de 1879, a Zululândia foi formalmente anexada em 1887 e integrada no Natal em 1897. Em 1893, os britânicos concederam autonomia de gestão interna ao Natal. Dois anos depois, foi construída uma linha ferroviária ligando Durban a Pretória, no Transvaal, com o Natal a aderir à união aduaneira dos estados sul-africanos em 1898.
Durante a Segunda Guerra dos Bóeres (1899-1902), o Natal foi invadido pelas forças bóeres, impondo o cerco de Ladysmith. No entanto, o Natal permaneceu pró-britânico durante toda a guerra, devido às origens britânicas da sua minoria branca dominante.
Em 1910, a colónia tornou-se uma província da União Sul-Africana e, em 1961, da República da África do Sul.
Durante o regime do apartheid, os territórios que tinham sido reservados sob o fundo da terra indígena (1864) acabaram por formar o extenso, mas altamente fragmentado, estado negro não independente de Cuazulo. Este bantustão funcionou como pátria legal (homeland) para todos os zulus do país.
No final da década de 1980 e início dos anos 90, Natal e Cuazulo tornaram-se cenários de violentos confrontos entre partidos políticos rivais que lutavam pelo apoio dos sul-africanos negros, antes do estabelecimento do governo maioritário sob a nova constituição. Milhares de pessoas morreram nestes conflitos que colocaram os apoiantes zulus do Partido da Liberdade Inkatha contra os adeptos do Congresso Nacional Africano.
Em 1994, quando a nova constituição sul-africana aboliu o sistema do apartheid, o bantustão de Cuazulo e a província do Natal uniram-se, constituindo o Cuazulo-Natal.